# Santo Domingo (Ledesma)
Santo Domingo es un despoblado español del municipio de Ledesma, perteneciente a la provincia de Salamanca, en la comunidad autónoma de Castilla y León.

## Historia
Hacia mediados del siglo XIX, el lugar era referido como una alquería en la que se criaban centeno, pastos y bellota. Aparece descrito en el séptimo volumen del Diccionario geográfico-estadístico-histórico de España y sus posesiones de Ultramar de Pascual Madoz con las siguientes palabras:

DOMINGO (Sto.): alq. en la prov. de Salamanca (5 1/2 leg.), part. jud. y térm. jurisd. de Ledesma (1/2). Su terreno es de labor, pasto y monte de encina y en él se cria centeno, pastos y bellota. Atraviesa su térm. de E. á O. la considerable ribera de Cañedo, que tiene alli un gran puente de canteria con 3 ojos, reparado en 1842, en que tambien se construyeron 150 varas de calzada desde el arranque del mismo por la parte del N., para evitar la penosa cuesta que habia antes; pasa por este puente la calzada de Zamora á Ledesma y Ciudad Rodrigo; entra en la mencionada rivera un pequeño regato llamado la Vocina, cuya denominacion toma de una especie de sima ó pozo de donde salia, que en otro tiempo era muy profundo y en la actualidad casi está cegado.
(Madoz, 1847, p. 398)

En la actualidad, pertenece al municipio de Ledesma. En 2022, no tenía empadronado ningún habitante.